# Akt bez słów II

Zmiany położenia worków na scenie według wskazówek Becketta

Akt bez słów II (fr. Acte sans paroles II, ang. Act Without Words II) – pantomima autorstwa Samuela Becketta, napisana w 1956 po francusku i wydana w 1959. Po raz pierwszy została wystawiona w Oksfordzie. Bohaterami są dwaj mężczyźni śpiący w workach. Co jakiś czas budzeni są przez oścień, który wyłania się zza prawej kulisy. Widz nie wie przez kogo ów przedmiot wprawiany jest w ruch. Po przebudzeniu jeden z mimów dokonuje codziennych czynności, po czym kładzie się z powrotem spać. Rytuał jest powtarzany trzykrotnie. Mężczyźni z każdym przebudzeniem przesuwają się coraz bardziej na prawą stronę sceny, jednak oścień sięga nawet tam.